# Homer (Chorwacja)
Homer – wieś w Chorwacji, w żupanii primorsko-gorskiej, w gminie Lokve. W 2011 roku liczyła 272 mieszkańców.